# Sadong-guyŏk
Sadong-guyŏk ist einer der 18 Stadtbezirke Pjöngjangs, der Hauptstadt Nordkoreas. Der Außenstadtbezirk befindet sich am südlichen Ufer des Taedong-gang und des Nam-gang und östlich der Bezirke Taedonggang-guyŏk, Tongdaewon-guyŏk und Songyo-guyŏk. Sadong wurde 1959 als Stadtbezirk zu Pjöngjang eingegliedert.
Der Bezirk wird insbesondere industriell und landwirtschaftlich genutzt.

## Bauwerke und Einrichtungen
In Sadong existieren zwei Bahnhöfe für den Transport der aus Bergwerken gewonnenen Rohstoffe sowie der Flughafen Mirim für staatliche Nutzung. Wirtschaftliche Bedeutung hat die hier ansässige Taedonggang Brewing Company. 
Im Ortsteil Hyum-dong befindet sich die Holzbrücke der Goguryeo-Ära, der Nationalschatz Nordkoreas Nummer 166.
Ende März 2021 kündigte die Regierung ein großes Wohnungsbauprogramm an welches in auch diesem Stadtbezirk durchgeführt werden soll, so sollen insgesamt 10.000 neue Wohnungen in 25-30 geschossigen Gebäuden sowie ein Hochhaus über 50 Etagen, welches dem Grand Lisboa in Macau ähnelt, entstehen. Ob alle oder nur ein Teil der Wohnungen hier entsteht, ist unklar.

## Naturdenkmale
Die Chinesischen Jujube im Ortsteil Tŏkdong-ri sind unter den Naturdenkmalen Nordkoreas mit der Sortierungsnummer 9 aufgeführt.

## Verwaltungsgliederung
Sadong-guyŏk ist in 14 Verwaltungseinheiten, die Dongs eingeteilt. Die Ortsteile Songhwa-dong und Tulu-dong sind wiederum in zwei, der Ortsteil Songsin-dong in drei Verwaltungseinheiten untergliedert.
|                 | Chosŏn'gŭl | Hancha |
| --------------- | ---------- | ------ |
| Changcnong-dong | 장천동     | 將泉洞 |
| Hyum-dong       | 휴암동     | 休岩洞 |
| Kumtan-ri       | 금탄리     | 金灘里 |
| Mirim-dong      | 미림동     | 美林洞 |
| Namsan-dong     | 남산동     | 南山洞 |
| Oryu-ri         | 오류리     | 五柳里 |
| Rihyon-ri       | 리현리     | 梨峴里 |
| Samkol-dong     | 삼골동     |        |
| Songhwa-dong    | 송화동     | 松華洞 |
| Songsin-dong    | 송신동     | 松新洞 |
| Taewon-ri       | 대원리     | 大園里 |
| Toktong-ri      | 덕동리     | 德洞里 |
| Tongchang-ri    | 동창리     | 東倉里 |
| Tulu-dong       | 두루동     | 豆樓洞 |